# Autrey-le-Vay
Autrey-le-Vay è un comune francese di 65 abitanti situato nel dipartimento dell'Alta Saona nella regione della Borgogna-Franca Contea.

## Società

### Evoluzione demografica
Abitanti censiti